# 주중광
주중광(1941년 5월 18일 ~,朱重光,Chung Kwang Chu, Chung K. "David" Chu)은 한국계 미국인 과학자이다.

## 학력
- 경복고등학교[4]
- 1964년 - 서울대학교 약학과 학사 (1960년 입학)
- 1970년 - 아이다호 주립대학교 의약화학(Medicinal Chemistry) 석사[1]
- 1974년 - 버팔로 뉴욕대학교 의약화학(Medicinal Chemistry) 박사 Ph. D.[1]

## 경력
- 1975년 슬론 케터링 기념 암센터 박사후연구원[1]
- 조지아 대학교 석좌교수

## 업적
클레부딘(Clevudine)을 개발했다. 주 패밀리 재단(Chu Family Foundation)을 설립했다. 2012년부터 서울대학교에 주중광 허지영 부부는 수십억원을 기부했다.
2015년에는 자랑스러운 서울대인 상을 받았다.

## 가족
서울대 동문인 허지영과 결혼했다. 그의 아내는 서울대 수학과 교수 허식의 딸로 미국에서는 혼인 성씨에 따라 주지영으로 불리고 있다.